# Candriai
Candriai è una frazione del comune di Trento da cui dista circa 8 chilometri; il suo territorio è diviso fra la circoscrizione di Sardagna e la circoscrizione Monte Bondone.

## Centro di attività formative
Presso la frazione sorge il "centro di attività formative", di proprietà della provincia autonoma di Trento, viene spesso utilizzato per settimane formative delle scuole elementari e medie, ma anche come centro congressi. Esso è suddiviso principalmente in due padiglioni:
- uno ospita la reception, una sala da pranzo, bar, aule didattiche e alloggi;
- l'altro invece ospita un'aula magna e una palestra di roccia.

Dal "centro" è possibile effettuare escursioni sul monte Bondone e quindi sulle sue "Tre Cime", e d'inverno sciare sulle sue piste.